# Breynia subindochinensis
Breynia subindochinensis är en emblikaväxtart som beskrevs av Thin. Breynia subindochinensis ingår i släktet Breynia och familjen emblikaväxter.
Artens utbredningsområde är Vietnam. Inga underarter finns listade i Catalogue of Life.